# Tvilumgård
Tvilumgård var ladegård til det tidligere Tvilum Kloster, hvor kun Tvilum Kirke står tilbage. Klosteret nævnes første gang i 1250. Gården ligger 4 km vest for Faarvang st. i Tvilum Sogn i Silkeborg Kommune. Hovedbygningen er opført i 1870 og ombygget i 1961. Tvilumgård Gods er på 303 hektar med Nørskovgaard og Elkær.

## Ejere af Tvilumgård
- (1250-1536) Tvilum Augustiner-Kloster
- (1536-1661) Kronen
- (1661-1679) Mathias Poulsen
- (1679-1701) Peder Mathiasen Rosenørn / Oluf Lassen
- (1701-1706) Peder Mathiasen Rosenørn
- (1706-1720) Poul Pedersen Rosenørn
- (1720-1767) Kronen
- (1767-1768) Ditlev Trappaud
- (1768-1769) Anna Dorothea Vieth, gift Trappaud
- (1769-1774) Christian Fischer
- (1774) Charlotte Amalie Hansen, gift Fischer
- (1774-1785) Godset`s Bønder
- (1785-1798) Søren Jensen / Bertel Jensen / Niels Mikkelsen / Jens Thøgersen / Godfred Rasmussen
- (1798-1800) Niels Mikkelsen / Jens Tysk
- (1800-1839) Jens Nielsen Mikkelsen
- (1839-1845) Villads Petersen
- (1845-1861) M. H. Bjørn
- (1861-1879) Christian Rieffesthal
- (1879-1881) Enke Fru M. A. Busck
- (1881-1909) Niels Henning Ernst von Holstein
- (1909) Interessentskab
- (1909-1924) Th. Dolberg Miller
- (1924-1946) Jens Anton Hjort
- (1946-1961) P. Due
- (1961-1989) Marius Glytting
- (1989-1994) Tove Rosenørn gift (1) Grevekop-Castenskiold (2) Mæhl (3) Glytting
- (1994-2000) Michael Zacher-Sørensen, søn
- (2000-2004) Michael Zacher-Sørensen / Jørgen Zacher-Sørensen
- (2004-2011) Jørgen Zacher-Sørensen, far
- (2011-) Susanne Holm Kuhr & Thomas Kuhr